# Breda Meccanica Bresciana
Breda Meccanica Bresciana, i almindelighed kendt som Breda, er en stor italiensk producent af håndvåben med hjemsted i Brescia.

## Historie
Breda blev kendt før og under 2. Verdenskrig som producent af en lang række automatvåben, let artilleri og fly til det italienske militær. Dette arbejde begyndte under 1. Verdenskrig, hvor virksomheden leverede dele til Fiat maskingeværer. Virksomhedens mest berømte produkt var Breda maskingeværer, som var standard i de italienske styrker under krigen. Større 20 mm og 47 mm våben blev også fremstillet.
En bred vifte af produkter, som ikke har med våben at gøre, er også blevet fremstillet, herunder motorer til skibe og lokomotiver samt varmeværker.
I dag har Breda fokus på at fremstille haglbøsser og tilbehør til skydevåben. I 1989 anskaffede det firmaet Menarini i Bologna, som fremstiller busser og andre transportkøretøjer (nu kendt som BredaMenarini Bus).

## Breda maskingeværer
Breda maskingeværfamilien omfattede infanterimodeller, flykanoner og 20 mm antiluftskyts kanoner. De to mest almindelige modeller var infanterivåbnene M30 og M37, samt Breda-SAFAT flymaskingeværer.
M37 var et tungt 8 mm maskingevær, som var monteret på en trefod og krævede en hel besætning. Den skød fra en clip, som blev fødet fra clips ligesom det franske Hotchkiss.
20/65 Modello 35 var en alsidig bæltefødet 20 mm maskinkanon, som blev brugt som panserværnskanon og som flykanon under 2. verdenskrig. Et stort antal erobrede Modello 35 blev også brugt af britiske styrker under felttoget i Nordafrika. Breda-SAFAT i både 7,7 mm og 12,7 mm kaliber var standardvåben i italienske jagerfly under 2. verdenskrig.

## Fly
- Breda Ba.64
- Breda Ba.65
- Breda Ba.88

## Eksterne kilder
- Virksomhedens hjemmeside
- Virksomhedens historie
- BredaMenarini Bus website